# Където пеят раците (филм)
 Тази статия е за филма.  За романа вижте Където пеят раците.  
„Където пеят раците“ (на английски: Where the Crawdads Sing) е американска драма от 2022 г. по едноименния роман от 2018 г., написан от Дилия Оуенс, режисиран е от Оливия Нюман, по сценарий на Луси Алибар, и е продуциран от Рийз Уидърспун. Във филма участват Дейзи Едгар-Джоунс, Тейлър Джон Смит, Харис Дикинсън, Майкъл Хайът, Стърлинг Мейсър младши и Дейвид Стратърн.
Филмът е пуснат по кината в Съединените щати на 15 юли 2022 г. от „Сони Пикчърс Релийзинг“ под етикета „Кълъмбия Пикчърс“ и получава смесени отзиви от критиците.

## Актьорски състав
- Дейзи Едгар-Джоунс – Катрин „Кая“ Кларк
  - Джоджо Реджина – малката Кая
  - Лесли Франс – Кая на 70 години
- Тейлър Джон Смит – Тейт Уокър
  - Люк Дейвид Блум – малкия Тейт Уокър
  - Сам Андерсън – Тейт на 70 години
- Харис Дикинсън – Чейс Андрюс
  - Блу Кларк – малкия Чейс
- Майкъл Хайът – Мейбъл Мадисън
- Стърлинг Мейсър младши – Джеймс „Джъмпин“ Медисън
- Дейвид Стратърн – Том Милтън
- Гарет Дилахънт – бащата на Кая
- Анха О'Райли – майката на Кларк
- Лорън Макрей – Джоди Кларк
  - Уил Бъндън – младия Джоди
- Бил Кели – шериф Джаксън
- Джейсън Уорнър Смит – Джо Пурду
- Ерик Ладин – Ерик Частейн

## В България
В България филмът е пуснат по кината на 19 август 2022 г. от „Александра Филмс“. Преводът е на Мая Илиева.